# Pierre Chibert
Pierre Chibert  va ser un jugador d'hoquei sobre herba belga que va competir a començaments del segle xx.
El 1920 va prendre part en els Jocs Olímpics d'Anvers, on va guanyar la medalla de bronze com a membre de l'equip belga en la competició d'hoquei sobre herba.